# بینایی (رمان)
مقاله درباره شفافیت نام رمانی از ژوزه ساراماگو است که در ایران به نام بینایی شناخته می‌شود. این رمان در سال ۲۰۰۴ به زبان پرتغالی و در سال ۲۰۰۶ به زبان انگلیسی منتشر شد.
در این رمان، ساراماگو به صورت بی‌طرفانه و جسورانه با مفهوم شفافیت در جامعه برخورد می‌کند و نشان می‌دهد که چگونه شفافیت و اطلاع‌رسانی در جامعه می‌تواند برای مردم و جامعه به دو نوع مزیت و معایب تبدیل شود. او به تحلیل مفهوم آزادی، برابری، نابرابری، قدرت و چگونگی تأثیر گذاری آن‌ها بر مردم می‌پردازد.
ساراماگو در این رمان، به بررسی عواقب و پیامدهای نابرابری، رهایی، قدرت و رسانه‌های جمعی می‌پردازد. او در این کتاب، با توجه به برخی موضوعات اجتماعی مثل جرم و جنایت، قدرت، امنیت و احتمالی که آن‌ها در زندگی دارند، به دلیل بیشتر کردن شفافیت در جامعه تأکید می‌کند.

## خلاصهٔ رمان
داستان از یک روز بارانی در یک حوزهٔ اخذ رأی شروع می‌شود. بعدازظهر است و هنوز هیچ‌کس برای دادن رأی به حوزه نیامده‌است. مسئولان حوزه با نگرانی افراد خانوادهٔ خود را به حوزه فرامی‌خوانند، اما گویا کسی قصد رأی دادن ندارد؛ اما به‌ناگاه حوزه شلوغ می‌شود. مردم، مصمم و شتابان، به حوزهٔ رأی‌گیری می‌آیند و رأی خود را به صندوق می‌ریزند. فردای آن روز شمارش آرا آغاز می‌گردد. نتیجه باورنکردنی است: بیشتر مردم رأی سفید به داخل صندوق ریخته‌اند و احزاب تنها مقدار کمی از آرا را از آنِ خود کرده‌اند.
رئیس‌جمهور و دولت، انتخابات را باطل اعلام می‌کنند و دوباره فراخوان برای انتخابات مجدد می‌دهند. رئیس‌جمهور در تلویزیون ظاهر می‌شود و از مردم می‌خواهد سرنوشت خود را با رأی دادن رقم بزنند. انتخابات مجدد برگزار می‌شود، ولی این بار نتیجه بدتر است. تعداد رأی‌های باطلهٔ سفید افزایش می‌یابد. دولت کمیتهٔ بررسی تشکیل می‌دهد. گروه‌های تفتیش عقاید به‌کار می‌افتند. در خیابان‌ها، جلو افراد را می‌گیرند و می‌پرسند: به چه کسی رأی داده‌ای؟ مردم مقاومت می‌کنند. دولت، حرکت‌های تفتیشی را افزایش می‌دهد، ولی به نتیجه نمی‌رسد. دولت شهر را رها می‌کند و با تمامی افراد وابسته به دولت شبانه از شهر می‌گریزند و راه‌های خروج از شهر را می‌بندند و از طریق رادیو سعی در برهم‌زدن امنیت و آرامش شهر می‌کنند، اما اهالی، آرامش شهر را کنترل می‌کنند. وزیر کشور، که خود سودای ریاست‌جمهوری را در سر دارد، شروع به خرابکاری در شهر می‌نماید. در شهر بمب منفجر می‌کنند و تقصیرات را به گردن آشوب‌طلبان می‌اندازند. شهردار شهر در کنار مردم می‌مانَد و به حفظ آرامش شهر کمک می‌کند. افراد دولت به‌مرور از بدنهٔ آن جدا می‌شوند و به صف ناراضیان می‌پیوندند.
دروازه‌های شهر کاملاً بسته شده و اهالی در واقع در شهر زندانی‌اند. کمیته‌های اطلاعاتی به بررسی اتفاقات شهر می‌پردازند و با کمک جاسوسان و فردی که در داستان کوری، اول از همه نابینا شده‌بود، منشأ ناآرامی‌ها را زنی می‌یابند؛ زن یک چشم‌پزشک که در دورهٔ کوری، ناقل نابینایی در آسایشگاه بوده‌است.
دولت شروع به تشویش اذهان می‌کند. زنِ دکتر را، که در واقع در دورهٔ کوری مخبر شهر بوده، عامل ناآرامی و آشوب قلمداد می‌نماید. در پایان، نیروهای امنیتی برای دستگیری دکتر به منزل آن‌ها می‌روند. آن‌ها دکتر را دستگیر می‌کنند. همسرش به اتاق می‌رود و شروع به گریستن می‌کند. همسر پزشک برای دیدن منظره به کنار پنجره می‌رود و در این حین، گلوله‌ای سینهٔ او را می‌درد و شلیک دیگر، زن دکتر را به زمین می‌اندازد.
نویسنده در انتهای داستان چنین می‌نویسد:
زن به زمین افتاد و خون از بدنش جاری شد و به طبقهٔ پایین چکید.
سگ (همان سگ رمان کوری) با شتاب از اتاق بیرون آمد. صورت صاحب خود را بویید و لیسید و بعد سرش را به‌طرف آسمان برد و زوزه‌ای ممتد کشید. گلولهٔ سوم، صدای او را هم برید.
یکی از نابینایان از آن‌یکی پرسید: شما صدایی نشنیدید؟

دیگری جواب داد: صدای شلیک سه تیر شنیدم، صدای زوزهٔ سگی را هم شنیدم که با تیر سوم بریده شد، اما خوشبختانه قادر به شنیدن زوزهٔ سگ‌های دیگری هستم! ...

## ترجمه به فارسی
- بینایی، ژوزه ساراماگو، سیدحبیب گوهری راد (مترجم)، تهران: جمهوری
- بینایی، ژوزه ساراماگو، کیومرث پارسای (مترجم)، تهران: رادمهر، نکوراد
- بینایی، ژوزه ساراماگو، عبدالرضا روزخوش (مترجم)، تهران: روزگار
- بینایی، ژوزه ساراماگو، اسدالله امرایی (مترجم)، تهران: مروارید، ١٣٩٤.
- بینایی، ژوزه ساراماگو، ساناز علمی (مترجم)
- بینایی، ژوزه ساراماگو، فرزانه حاجیلوئیان (مترجم)

تهران: تمدن ملی، ۱۳۹۷.